# Barbro Teir
Barbro Maria Teir (geboren 4. November 1963 in Vaasa) ist eine finnlandschwedische Journalistin und Verlegerin.

## Leben und Wirken
Die Finnlandschwedin Barbro Teir wurde 1963 in Vasa (finnisch Vaasa) in Österbotten geboren. 1990 schloss sie ihr Magisterstudium der Gesellschaftswissenschaften an der Universität Helsinki als Politices Magister ab. Zwischen 1983 und 2008 arbeitete sie bei der schwedischsprachigen Zeitung Hufvudstadsbladet, unter anderem als Redakteurin der Sonntagsbeilage (1994–1997), Redaktionschefin (1997–2002) und Chefredakteurin (2002–2008).
Von  2008 bis 2012 war sie Geschäftsführerin des Buchverlages Söderström & Co und – nach dessen Fusionierung mit Schildts – bis 2014 des neu entstandenen Schildts & Söderströms. 2014 trat sie die neu eingerichtete Stelle als Geschäftsführerin (CEO) und verantwortliche Herausgeberin von KSF Media Ab an, einer finnischen Verlagsgruppe die unter anderem Hufvudstadsbladet und weitere Tageszeitungen verlegt und sich im Besitz von Föreningen Konstsamfundet befindet. 2016 kündigte sie diese Stelle.
Später arbeitete sie selbständig als Coach. 2018 wurde sie Projektchefin für die finnlandschwedischen Kursaktivitäten beim finnischen Kommunalverband (Kommunförbundet/Kuntaliitto).

## Veröffentlichungen (Auswahl)
- 1995 Drömmen om familjen: intervjuer med tio barn i Katmandu och Helsinfors, Helsingfors, Söderströms (ISBN 9515215528)